# Alexij (Žiteckij)
Alexij (světským jménem: Alexej Grigorjevič Žiteckij; okolo 1869 – 30. října 1924, Borovsk) byl ruský duchovní Ruské pravoslavné církve, biskup borovský a vikář kalužské eparchie.

## Život
Narodil se okolo roku 1869 v Poltavské gubernii.
Navštěvoval Poltavský duchovní seminář. Oženil se.
Od roku 1892 byl členem Poltavské duchovní konzistoře a osobním sekretářem eparchiálního biskupa.
Roku 1911 nastoupil na Petrohradskou duchovní akademii. Byl postřižen na monacha se jménem Alexij. Dne 20. ledna 1913 byl rukopoložen na hierodiakona a 27. ledna na jeromonacha. Roku 1915 dokončil studium a stal se představeným Pafnutěvo-Borovského monastýru s povýšením na igumena.
Dne 19. října 1915 byl biskupem kalužským a borovským Georgijem (Jaroševským) povýšen na archimandritu.
Od března 1918 byl členem Nejvyšší církevní rady.
Dne 4. dubna 1918 metropolita petrohradský Veniamin (Kazanskij) podal žádost ke Svatému synodu o jmenování Alexije za biskupa a vikáře. Záležitost byla odložena.
Dne 14. prosince 1919 byl rukopoložen na biskupa borovského a vikáře kalužské eparchie.
Na jaře 1922 byl zatčen a obviněn z organizování odporu proti konfiskaci církevních cenností.
Zemřel 30. října 1924 v Borovsku. Byl zastřelen nebo zemřel na následky mučení.